# NGC 719
NGC 719 је лентикуларна галаксија у сазвежђу Ован која се налази на NGC листи објеката дубоког неба.
Деклинација објекта је + 19° 50' 27" а ректасцензија 1h 53m 38,8s. Привидна величина (магнитуда) објекта NGC 719 износи 13,5 а фотографска магнитуда 14,5. NGC 719 је још познат и под ознакама IC 1744, UGC 1360, MCG 3-5-26, CGCG 460-40, NPM1G +19.0077, PGC 7019.